# Kufferath (Düren)
Kufferath is een dorpje in de Duitse gemeente Düren, deelstaat Noordrijn-Westfalen, en telt 331 inwoners (31 december 2020), op een oppervlakte (inclusief noorderbuur Berzbuir)  van 5,44 vierkante kilometer.
Kufferath is het meest zuidelijke dorp in de gemeente Düren en grenst dus aan de buurgemeentes Kreuzau en aan  het direct ten westen van Kufferath gelegen Ortsteil Gey van de gemeente Hürtgenwald. Het gelijknamige hoofddorp van de gemeente Kreuzau ligt slechts enkele kilometers ten oosten van Kufferath; ongeveer 4 km ten westen van het dorp begint het uitgestrekte, tot de Eifel behorende, Hürtgenwald.
In het verleden (14e t/m de 19e eeuw; 1946-1968) werden bij Kufferath koper-, lood- en zinkertsen gedolven. Het dorp heet wellicht naar het metaal koper (Kupfer). Tegenwoordig overheerst te Kufferath het boerenbedrijf.

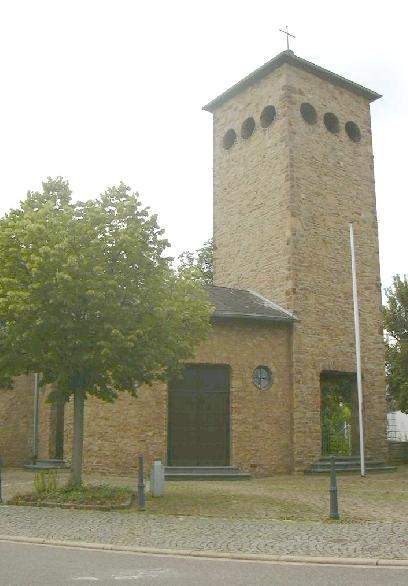
St. Hubertuskapel te Kufferath (1957)